# Surodchana Khambao
Surodchana Khambao (thaï : สุรจนา คำเบ้า), née le 23 décembre 1999, est une haltérophile thaïlandaise.

## Biographie
Surodchana Khambao naît le 23 décembre 1999.
En 2021, elle est médaillée d'or aux championnats du monde d'haltérophilie 2021 à Tachkent, en Ouzbékistan.
Elle remporte la médaille de bronze dans la catégorie des moins de 49 kg lors des Jeux olympiques d'été de 2024.